# Selecció de futbol del Tadjikistan
La selecció de futbol del Tadjikistan (en tadjik, тими миллии Тоҷикистон; en persa: تیم ملی تاجیکستان) és l'equip nacional d'aquest país, i està coordinat per la Federació de Futbol del Tadjikistan, que pertany a l'AFC. Després de la desaparició de la Unió Soviètica van jugar el seu primer partit contra Uzbekistan el 17 de juny de 1992.
No va participar en els tornejos classificatoris dels mundials fins a França 1998, en els quals, després de quatre victòries, va caure davant de la Xina. La fita internacional més destacada de la seva història és el títol de la Copa Desafiament de l'AFC l'any 2006, en superar Sri Lanka a Dhaka.

## Mundial Sub-17 2007
En la Copa del Món de futbol sub-17 del 2007, la selecció sub-17 del Tadjikistan es va trobar en el grup E al costat dels Estats Units, Tunísia i Bèlgica. En el primer partit es va enfrontar a la selecció dels Estats Units, el partit va acabar 4 a 3 a favor dels asiàtics. Posteriorment el Tadjikistan es va enfrontar amb Bèlgica amb un resultat de 0-1 a favor dels europeus (el gol va ser marcat el minut 92 per Christian Benteke). Tres hores abans d'aquesta trobada, la selecció dels EUA fou derrotada per Tunísia per 3 a 1. En els dos últims partits del Grup E, Bèlgica es va enfrontar als EUA, i Tunísia amb el Tadjikistan.
Després de la victòria dels EUA davant Bèlgica, el Tadjikistan va tenir la possibilitat de classificar-se en segona posició amb una victòria o un empat. El Tadjikistan va mantenir l'empat a zero fins al minut 83 quan Msakni va obrir el marcador per a Tunísia. El partit va acabar amb un 1-0 a favor de Tunísia, i el Tadjikistan va haver d'esperar la resta de resultats per veure si es classificava com a millor tercer. El Tadjikistan va aconsegueix passar com a últim millor tercer gràcies a la diferència d'un gol davant Japó (-2) i Corea del Sud (-2), atès que el conjunt tadjic tenia una diferència de gols de -1. El partit de vuitens de final el va enfrontar amb Perú. El conjunt blanc-i-vermell dominava el marcador 1-0 el minut 13' de la mà de Reimond Manco; l'alegria peruana, però, no va durar molt, ja que en el minut 15 Davronov marca l'empat. El partit estava empatat 1-1 quan l'àrbitre va xiular el final de la pròrroga, cosa que forçava la tanda de penals. Perú es va imposar en els penals 5-4 (només Vasiev va fallar el penal), amb la qual cosa els sud-americans passaven a quarts de final. Tot i la derrota davant el Perú, tot el Tadjikistan va esclatar d'alegria davant el rendiment de la seva selecció sub-17, que més tard integraria diversos dels seus components dintre de la selecció absoluta.

## Classificacions per als Mundials
La primera participació de la selecció del Tadjikistan en les classificatòries per a una Copa del Món de Futbol va ser en 1998 després de la desintegració de la Unió Soviètica. A causa de la seva decisió de no participar en les classificatòries de Copa del Món de Futbol de 1994, els va correspondre jugar en el grup 8 de la Classificació de l'AFC per a la Copa del Món de Futbol de 1998 juntament amb Xina, Turkmenistan i Vietnam, en la qual només es classificava per a la següent ronda el millor equip. Es va enfrontar durament amb la Xina per la classificació, i tot i acabar amb 4 partits guanyats i un d'empatat, van ser eliminats a causa de l'única derrota que van patir davant la Xina com a locals 0-1.
Per a la Copa del Món de Futbol de 2002 celebrada a Corea del Sud i Japó, va jugar la primera fase de la Classificació de l'AFC en el grup 2, amb tan sols 3 participants, juntament amb Iran i Guam, on tots els partits foren jugats a Tabriz, Iran. Tot i la contundent victòria tadjica davant Guam (16-0), la seva derrota davant els locals per 2-0 fou decisiva perquè novament fossin eliminats en primera ronda.
En la Classificació de l'AFC per a la Copa del Món de Futbol de 2006 al Tadjikistan, va jugar en un nou format de Primera fase a partit d'anada i tornada contra la selecció de futbol de Bangladesh, on van guanyar tots dos enfrontaments amb igual marcador (0-2 i 2-0), i per primera vegada en la seva història van avançar a la segona ronda. En un grup de 4 seleccions, només es classificava el millor equip. El Tadjikistan va haver d'enfrontar-se amb Síria, el Kirguizstan i Bahrain, i només va guanyar dos partits, tots dos davant el Kirguizstan, en va empatar un i va perdre la resta. El Tadjikistan va acabar en 3r lloc del grup, només per sobre del Kirguizstan, i fou així eliminada de la Copa Mundial.
Per a la Classificació de l'AFC per a la Copa del Món de Futbol de 2010 es van enfrontar novament davant Bangladesh i va acabar de la mateixa forma que la classificatòria anterior, passant a la següent ronda, però ara amb marcadors d'1-1 i 5-0. En la segona ronda es va enfrontar amb la selecció de Singapur on va perdre com a visitant 2-0 a la ciutat de Singapur. En el partir de tornada van empatar 1-1 a la ciutat de Duixanbe, i així va quedar eliminada novament de la competició.
Per a la Copa del Món de Futbol de 2014, gràcies als progressos en el seu futbol i en el Rànquing FIFA, el Tadjikistan va jugar el seu primer partit contra Síria; en el partit d'anada, disputat a Amman, Jordània, van perdre per 2-1, i en el de tornada com a locals a Tursunzoda van perdre per un alarmant 0-4, quedant així momentàniament eliminats del torneig. Però en aquests partits, la selecció síria va alinear indegudament un jugador, i la resolució de la FIFA del 17 d'agost de 2011 va desqualificar Síria i en el seu lloc va donar la classificació al Tadjikistan. En la tercera fase, es va enfrontar contra potències de la zona asiàtica com són Japó, Uzbekistan i Corea del Nord, on va quedar en últim lloc del seu grup i essent així eliminada en aquesta ronda.
Per a la Copa del Món de Futbol de 2018 només va aconseguir sumar un empat davant el Kirguizstan, i va aconseguir sumar un altre empat davant Bangladesh i també una victòria. També cal destacar que va perdre per un contundent 7-0 davant Austràlia.
En la Classificació per a la Copa d'Àsia 2019 (que va ser unificada amb la Classificació de l'AFC per a la Copa del Món de Futbol de 2018), va estar a punt de classificar-se, malgrat el fracàs en la classificatòria al Mundial (va acabar quarta d'un total de cinc equips en el grup B), va passar a la tercera ronda de la classificatòria a la Copa d'Àsia, després de derrotar 6-0 en el global contra Bangladesh. Va ser encabida en el grup F amb Filipines, Nepal i Iemen. Van començar perdent 2-1 amb Iemen, després van perdre 3-4 amb Filipines, i va reaccionar en derrotar 2-1 i 3-0 a Nepal, però després va quedar gairebé eliminada en empatar 0-0 amb Iemen de local, on havia de guanyar Filipines per classificar en l'última data. El Tadjikistan va començar guanyant amb un gol d'Akhtam Nazarov de penal, en el minut 64, però Filipines va remuntar amb gols de Kevin Ingreso en el minut 74, i de Phil Younghusband, en el minut 91 de penal, quedant eliminat sense cap opció, després de quedar tercer amb 7 punts, darrere de les Filipines amb 12 punts i del Iemen amb 10.

## Estadístiques
Llegenda: PJ: Partits jugats; PG: Partits guanyats; PE: Partits empatats; PP: Partits perduts; GF: Gols a favor; GC: Gols en contra.

### Copa del Món de Futbol
| Any                       | Ronda                                                                                  | Posició                                                                                | PJ                                                                                     | PG                                                                                     | PE                                                                                     | PP                                                                                     | GF                                                                                     | GC                                                                                     |
| ------------------------- | -------------------------------------------------------------------------------------- | -------------------------------------------------------------------------------------- | -------------------------------------------------------------------------------------- | -------------------------------------------------------------------------------------- | -------------------------------------------------------------------------------------- | -------------------------------------------------------------------------------------- | -------------------------------------------------------------------------------------- | -------------------------------------------------------------------------------------- |
| 1930 - 1990               | No existia la selecció (en aquest moment era part de la Selecció de la Unió Soviètica) | No existia la selecció (en aquest moment era part de la Selecció de la Unió Soviètica) | No existia la selecció (en aquest moment era part de la Selecció de la Unió Soviètica) | No existia la selecció (en aquest moment era part de la Selecció de la Unió Soviètica) | No existia la selecció (en aquest moment era part de la Selecció de la Unió Soviètica) | No existia la selecció (en aquest moment era part de la Selecció de la Unió Soviètica) | No existia la selecció (en aquest moment era part de la Selecció de la Unió Soviètica) | No existia la selecció (en aquest moment era part de la Selecció de la Unió Soviètica) |
| Estats Units 1994         | Sense participació                                                                     | Sense participació                                                                     | Sense participació                                                                     | Sense participació                                                                     | Sense participació                                                                     | Sense participació                                                                     | Sense participació                                                                     | Sense participació                                                                     |
| França 1998               | No es va classificar                                                                   | No es va classificar                                                                   | No es va classificar                                                                   | No es va classificar                                                                   | No es va classificar                                                                   | No es va classificar                                                                   | No es va classificar                                                                   | No es va classificar                                                                   |
| Corea del Sud i Japó 2002 | No es va classificar                                                                   | No es va classificar                                                                   | No es va classificar                                                                   | No es va classificar                                                                   | No es va classificar                                                                   | No es va classificar                                                                   | No es va classificar                                                                   | No es va classificar                                                                   |
| Alemanya 2006             | No es va classificar                                                                   | No es va classificar                                                                   | No es va classificar                                                                   | No es va classificar                                                                   | No es va classificar                                                                   | No es va classificar                                                                   | No es va classificar                                                                   | No es va classificar                                                                   |
| Sud-àfrica 2010           | No es va classificar                                                                   | No es va classificar                                                                   | No es va classificar                                                                   | No es va classificar                                                                   | No es va classificar                                                                   | No es va classificar                                                                   | No es va classificar                                                                   | No es va classificar                                                                   |
| Brasil 2014               | No es va classificar                                                                   | No es va classificar                                                                   | No es va classificar                                                                   | No es va classificar                                                                   | No es va classificar                                                                   | No es va classificar                                                                   | No es va classificar                                                                   | No es va classificar                                                                   |
| Rússia 2018               | No es va classificar                                                                   | No es va classificar                                                                   | No es va classificar                                                                   | No es va classificar                                                                   | No es va classificar                                                                   | No es va classificar                                                                   | No es va classificar                                                                   | No es va classificar                                                                   |
| Catar 2022                | Per disputar-se                                                                        | Per disputar-se                                                                        | Per disputar-se                                                                        | Per disputar-se                                                                        | Per disputar-se                                                                        | Per disputar-se                                                                        | Per disputar-se                                                                        | Per disputar-se                                                                        |
| Total                     | 0/8                                                                                    | -                                                                                      | 0                                                                                      | 0                                                                                      | 0                                                                                      | 0                                                                                      | 0                                                                                      | 0                                                                                      |

### Copa d'Àsia
| Any                                           | Ronda                                                                        | Posició                                                                      | PJ                                                                           | PG                                                                           | PE                                                                           | PP                                                                           | GF                                                                           | GC                                                                           |
| --------------------------------------------- | ---------------------------------------------------------------------------- | ---------------------------------------------------------------------------- | ---------------------------------------------------------------------------- | ---------------------------------------------------------------------------- | ---------------------------------------------------------------------------- | ---------------------------------------------------------------------------- | ---------------------------------------------------------------------------- | ---------------------------------------------------------------------------- |
| 1956 - 1992                                   | No existia la selecció (en aquest moment era part de la Selecció de la URSS) | No existia la selecció (en aquest moment era part de la Selecció de la URSS) | No existia la selecció (en aquest moment era part de la Selecció de la URSS) | No existia la selecció (en aquest moment era part de la Selecció de la URSS) | No existia la selecció (en aquest moment era part de la Selecció de la URSS) | No existia la selecció (en aquest moment era part de la Selecció de la URSS) | No existia la selecció (en aquest moment era part de la Selecció de la URSS) | No existia la selecció (en aquest moment era part de la Selecció de la URSS) |
| Unió dels Emirats Àrabs 1996                  | No es va classificar                                                         | No es va classificar                                                         | No es va classificar                                                         | No es va classificar                                                         | No es va classificar                                                         | No es va classificar                                                         | No es va classificar                                                         | No es va classificar                                                         |
| Líban 2000                                    | No es va classificar                                                         | No es va classificar                                                         | No es va classificar                                                         | No es va classificar                                                         | No es va classificar                                                         | No es va classificar                                                         | No es va classificar                                                         | No es va classificar                                                         |
| Xina 2004                                     | No es va classificar                                                         | No es va classificar                                                         | No es va classificar                                                         | No es va classificar                                                         | No es va classificar                                                         | No es va classificar                                                         | No es va classificar                                                         | No es va classificar                                                         |
| Indonèsia, Malàisia, Tailàndia i Vietnam 2007 | No es va classificar                                                         | No es va classificar                                                         | No es va classificar                                                         | No es va classificar                                                         | No es va classificar                                                         | No es va classificar                                                         | No es va classificar                                                         | No es va classificar                                                         |
| Qatar 2011                                    | No es va classificar                                                         | No es va classificar                                                         | No es va classificar                                                         | No es va classificar                                                         | No es va classificar                                                         | No es va classificar                                                         | No es va classificar                                                         | No es va classificar                                                         |
| Austràlia 2015                                | No es va classificar                                                         | No es va classificar                                                         | No es va classificar                                                         | No es va classificar                                                         | No es va classificar                                                         | No es va classificar                                                         | No es va classificar                                                         | No es va classificar                                                         |
| Unió dels Emirats Àrabs 2019                  | No es va classificar                                                         | No es va classificar                                                         | No es va classificar                                                         | No es va classificar                                                         | No es va classificar                                                         | No es va classificar                                                         | No es va classificar                                                         | No es va classificar                                                         |
| Total                                         | 0/7                                                                          | -                                                                            | 0                                                                            | 0                                                                            | 0                                                                            | 0                                                                            | 0                                                                            | 0                                                                            |

### Copa Desafiament de l'AFC
| Any   | Fase        | Posició | PJ | PG | PE | PP | GF | GC |
| ----- | ----------- | ------- | -- | -- | -- | -- | -- | -- |
| 2006  | Campió      | 1r      | 6  | 5  | 0  | 1  | 18 | 2  |
| 2008  | Subcampió   | 2n      | 5  | 2  | 2  | 1  | 8  | 5  |
| 2010  | Tercer lloc | 3r      | 5  | 3  | 0  | 2  | 8  | 5  |
| 2012  | Cinquè lloc | 5è      | 3  | 1  | 0  | 2  | 3  | 4  |
| Total | 4/4         | 1r      | 16 | 10 | 2  | 4  | 34 | 12 |

## Entrenadors
| #  | Nom                       | Nacionalitat | Període   | Jocs | Guanyats | Empatats | Perduts | % Rendiment |
| -- | ------------------------- | ------------ | --------- | ---- | -------- | -------- | ------- | ----------- |
| 1  | Sharif Nazarov            | TJK          | 1992–1994 |      |          |          |         |             |
| 2  | Vladimir Gulyamkhaydarov  | TJK          | 1994–1995 |      |          |          |         |             |
| 3  | Abdulla Muradov           | TJK          | c.1996    |      |          |          |         |             |
| 4  | Sharif Nazarov            | TJK          | c.2003    | 9    | 4        | 2        | 2       | 45 %        |
| 5  | Zoir Babaev               | TJK          | 2004      | 6    | 2        | 1        | 3       | 34 %        |
| 6  | Sharif Nazarov            | TJK          | 2004–2006 | 11   | 6        | 2        | 3       | 55 %        |
| 7  | Makhmadjon Khabibulloev   | TJK          | 2007      | 7    | 1        | 3        | 3       | 14 %        |
| 8  | Pulod Kodirov             | TJK          | 2008-2011 | 17   | 10       | 4        | 3       | 59 %        |
| 9  | Alimzhon Rafikov          | TJK · RUS    | 2011–2012 | 5    | 0        | 0        | 5       | 0 %         |
| 10 | Kemal Alispahić           | BIH          | 2012      | 4    | 1        | 1        | 2       | 25 %        |
| 11 | Nikola Kavazović          | SRB          | 2012-2013 | 5    | 3        | 0        | 2       | 60 %        |
| 12 | Mubin Ergashev (interí)   | TJK          | 2013      | 1    | 1        | 0        | 0       | 100 %       |
| 13 | Mukhsin Mukhamadiev       | TJK · RUS    | 2013-2015 | 2    | 2        | 0        | 0       | 100 %       |
| 14 | Mubin Ergashev            | TJK          | 2015-2016 | 6    | 1        | 0        | 5       | 16,67 %     |
| 15 | Khakim Fuzailov           | TJK          | 2016-2018 | 1    | 0        | 1        | 3       | 46,25 %     |
| 16 | Alisher Tuhtayev (interí) | TJK          | 2018      | 1    | 0        | 2        | 3       | 0 %         |
| 17 | Usmon Tshev               | UZB          | 2018-     | 0    | 0        | 0        | 0       | 0 %         |

## Jugadors

### Màxims golejadors
| # | Nom                   | Període   | Gols |
| - | --------------------- | --------- | ---- |
| 1 | Yusuf Rabiev          | 2003–2015 | 15   |
| 2 | Manuchekhr Dzhalilov* | 2011–     | 15   |
| 3 | Numonjon Hakimov      | 2003–2011 | 14   |
| 4 | Tokhirjon Muminov     | 1992–2002 | 10   |
| 5 | Ibrahim Rabimov*      | 2004–     | 9    |
| 5 | Fatkhullo Fatkhuloev* | 2007–     | 8    |
| 5 | Dzhomikhon Mukhidinov | 2003–2010 | 8    |
| 6 | Nuriddin Davronov*    | 2008–     | 8    |
| 7 | Dilshod Vasiev*       | 2006–     | 8    |

Font: RSSSF. * significa que el jugador continua en actiu.